# Zuschlag (Eisenbahn)

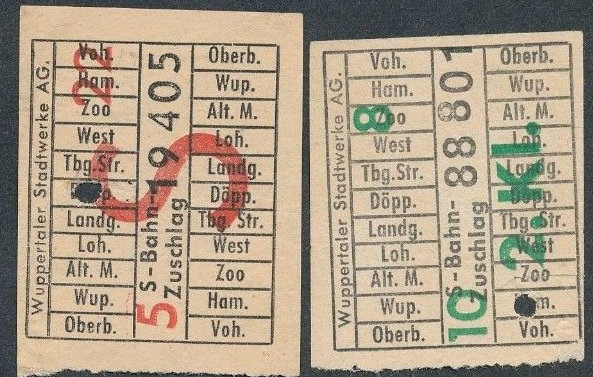
Zuschlagskarten für die Wuppertaler Schwebebahn, auf der bis 1963 ein Aufpreis gegenüber der Straßenbahn (links) beziehungsweise für die komfortablere Wagenklasse (rechts) galt

Eilzug-Zuschlag der Deutschen Bundesbahn, ausgegeben vor der Klassenreform des Jahres 1956

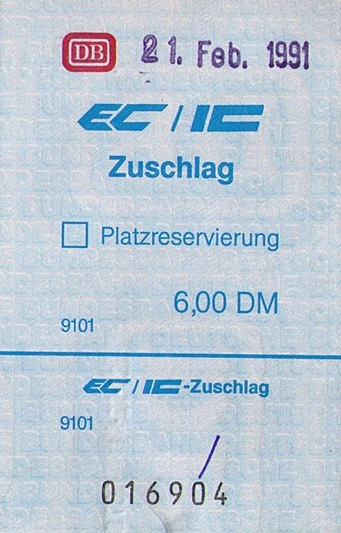
Eurocity/Intercity-Zuschlag der Deutschen Bundesbahn, 1991

Ein Zuschlag, auch Zuschlagkarte, Zuschlagschein beziehungsweise in Österreich Aufzahlungskarte, ist im Eisenbahntarif ein Entgelt, das der Reisende zusätzlich auf den Fahrpreis entrichten muss.
Während die Höhe des Regeltarifs gewöhnlich pro zurückgelegtem Kilometer, also nach der Entfernung bemessen wird, können darüber hinausgehende Leistungen durch einen Zuschlag abgegolten werden. Dies gilt insbesondere für schnellere Züge, Züge im Nachtverkehr oder solche mit höherem Komfort.

## Deutschland
In Deutschland waren Zuschläge für schnellere Züge üblich im
- Eilzug (E) (bis 1956)[3]
- Schnellzug (S/D)[4]
- Durchgangszug (D)
- Fernschnellzug (FD/F)
- Schnellzug des Intercity-Ergänzungssystems (DC)
- Messe-Schnellzug (M)
- Fern-Express (FD)
- Interregio (IR)
- Expresszug (Ex) bei der DR als hochwertigste Zuggattung[5], insbesondere Städteexpress und international der Interexpress.
- Intercity (IC) und Eurocity (EC)[6]
- Trans-Europ-Express (TEE)[6]

und für erhöhten Komfort in
- Schlafwagen[7]
- Liegewagen[8]

Grund konnte neben Geschwindigkeit und Komfort auch das Regeln der Nachfrage sein: Um Nahverkehrskunden von der Nutzung der Fernzüge abzuhalten, waren bei der ehemaligen Deutschen Bundesbahn Schnell- und IR-Züge erst ab 51 km zuschlagfrei.
Der Zuschlag konnte als Einheitspreis erhoben werden oder nach Entfernungen und der Wagenklasse gestaffelt sein. War er gestaffelt, so geschah dies gegenüber dem Grundtarif aber in sehr groben Stufen. Beispielsweise galt 1990 bei der Deutschen Reichsbahn für Eil-, Schnell und Expresszugzuschläge folgendes System: Eilzüge bis/ab 300 km 1,50/2,50 DM in der zweiten und 3,00/5,00 DM in der ersten Klasse, Schnellzüge bis/ab 300 km 3,00/5,00 DM in der zweiten und 6,00/10,00 DM in der ersten Klasse sowie Expresszüge bis/ab 300 km 5,00/8,00 DM in der zweiten und 10,00/16,00 DM in der ersten Klasse. In einigen Ländern, beispielsweise in Spanien, gab und gibt es entfernungs- oder zuggattungsabhängig gestaffelte Zuschläge für nahezu jede Fernzuggattung.
Heute ist es im Schienenpersonenfernverkehr der Deutschen Bahn (Produktklasse ICE und Produktklasse IC/EC) üblich, relationsabhängige Pauschalpreise zu erheben. Der Aufpreis im Vergleich zum Schienenpersonennahverkehr (Produktklasse C, seit Januar 2022 Deutschlandtarif), wo weiterhin ein Kilometertarif (oder der des jeweiligen Verbundes) gilt, variiert also je nach Strecke und Reisetag. Zuschläge entfallen damit; Nahverkehrstickets gelten aber nach wie vor nicht. Der Wechsel auf einen teureren Tarif wird als „Aufpreis“ bezeichnet.